# 共立病院 (兵庫県)
共立病院（きょうりつびょういん）は、姫路医療生活協同組合が兵庫県姫路市市川台に設置する病院。

## 概要
公益財団法人日本医療機能評価機構認定病院(病院評価結果は3rdG:Ver.2.0(1回目,2019年1月4日認定,2024年1月3日認定有効期限))。
全日本民主医療機関連合会(民医連)に加盟している。

## 診療科
(この節の出典)
- 内科
- 呼吸器内科
- 消化器内科
- 循環器内科
- リハビリテーション科
- 神経内科
- 放射線科

## 医療機関の認定
（この節の出典）
- 保険医療機関
- 労災保険指定医療機関
- 身体障害者福祉法指定医の配置されている医療機関
- 生活保護法指定医療機関(中国残留邦人等の円滑な帰国の促進並びに永住帰国した中国人残留邦人等及び特定配偶者の自立の支援に関する法律(平成6年法律第30号)に基づく指定医療機関を含む。)
- 高齢者の医療の確保に関する法律(昭和57年法律第80号)第7条第１項に規定する医療保険各法及び同法に基づく療養等の給付の対象とならない医療並びに公費負担医療を行わない医療機関

## 交通アクセス
- JR山陽本線「東姫路駅」より徒歩約20分
- JR「姫路駅」から送迎バスを運行している(「東姫路駅」経由)。(外部リンク参照)

## 周辺
- 市川台保育所
- 兵庫県警察本部姫路庁舎